# Pāvels Švecovs
Pāvels Švecovs (* 4. September 1994 in Riga) ist ein lettischer Pentathlet.

## Karriere
Švecovs begann im Alter von 16 Jahren mit dem Modernen Fünfkampf. Zu der Zeit hatte er noch nie etwas von dem Sport gehört, ein Trainer überredete ihn aber den Modernen Fünfkampf auszuprobieren. Im Jahr 2016 nahm er erstmals am Weltcup teil, wo er 21. im ungarischen Kecskemét wurde. 2021 gewann Švecovs mit 1478 Punkten erstmals einen Weltcup. Im gleichen Jahr nahm er erstmals an den Olympischen Sommerspielen teil, die er auf dem 14. Platz beendete. Zudem wurde er als Fahnenträger der lettischen Delegation für die Abschlussfeier im Olympiastadion von Tokio benannt. Bei den Europaspielen 2023 verpasste Švecovs den Einzug ins Finale. Über das UIPM-Ranking qualifizierte er sich für seine zweiten Olympischen Spiele in Paris. Durch seine 1506 Punkte im Halbfinale durfte er am Finale teilnehmen, wo er 1452 Punkten den 17. Platz belegte. 
Als seine besten Disziplinen nennt Švecovs das Fechten und Schwimmen, während er oft Probleme beim Laufen hat. Während der COVID-19-Pandemie arbeitete er deshalb im Jahr 2020 verstärkt an seiner Lauftechnik und konnte laut eigener Aussage positive Veränderungen feststellen. Aufgrund mangelnder Trainingsmöglichkeiten und -partner in seiner Heimat Lettland trainiert Švecovs oft mit anderen Athleten gemeinsam in Polen oder Deutschland, wo die Bedingungen deutlich besser sind.

## Privates
Švecovs wohnt in Riga und ist seit September 2020 verheiratet. Er spricht englisch und lettisch.